# St-Pierre-St-Michel-Sts-Innocents

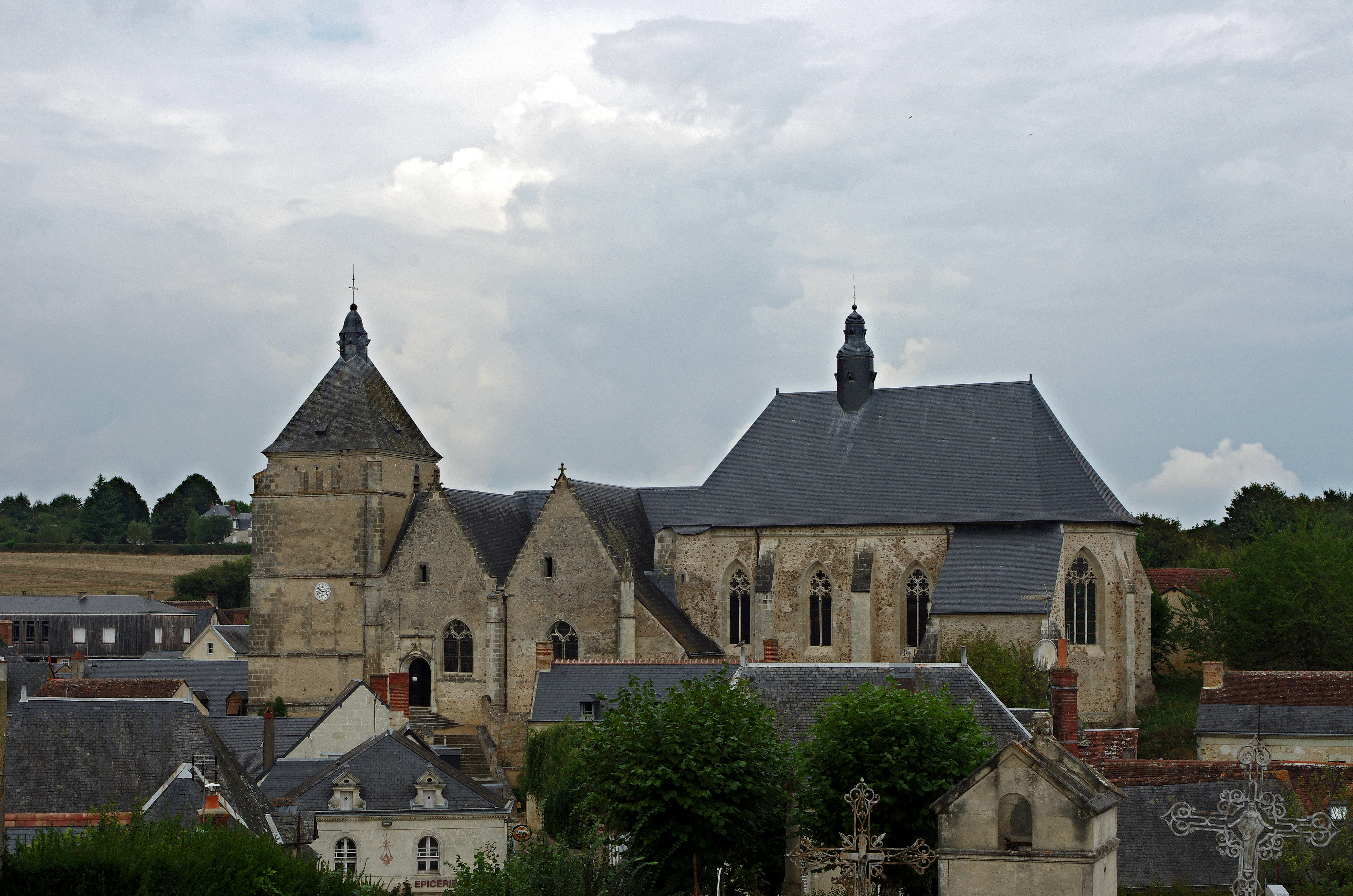
Kirche St-Pierre-St-Michel-Sts-Innocents

Die römisch-katholische Pfarrkirche St-Pierre-St-Michel-Sts-Innocents ist eine Doppelkirche in Bueil-en-Touraine im Département Indre-et-Loire in Frankreich. Der Komplex umfasst im Westen die frühere dem heiligen Petrus geweihte und heute nicht mehr genutzte Pfarrkirche, der sich im Osten die dem heiligen Erzengel Michel und den heiligen Unschuldigen Kindern geweihte ehemalige Kollegiatstiftskirche anschließt. Die Kirche ist seit 1912 als Monument historique klassifiziert.

## Geschichte
Die Existenz einer Kirche in Bueil-en-Touraine ist seit dem 12. Jahrhundert belegt. Im Jahr 1108 schenkte Hugues de Vaux, Herr von Bueil, die Kirche der Abtei Saint-Julien in Tours. Die Abtei richtete dort ein Priorat ein, das dem heiligen Petrus geweiht wurde. Von dieser romanischen Kirche haben sich Teile in der heutigen Nordwand erhalten. 1394 gründeten die vier Brüder der Familie Bueil, die den Ort ihres Begräbnisses in Bueil festlegen und den Ordensleuten anvertrauen wollten, ein Kapitel von Regularkanonikern und ließen die Stiftskirche errichten, die sie dem heiligen Erzengel Michael und den heiligen Unschuldigen Kindern weihen ließen.
Der gesamte Komplex erhielt seine heutige Gestalt ab dem Ende des 15. Jahrhunderts in hochgotischen Formen. Die Pfarrkirche wurde nach Süden um ein weiteres Schiff zu einem zweischiffen Saal ausgebaut. Die einschiffige Stiftskirche folgt dem nördlichen Schiff der Pfarrkirche im Osten und ist von dieser auch nur durch ein kleines Portal zugänglich. Die Arbeiten endeten laut einer Weiheinschrift 1512. Der Turm wurde dem südlichen Schiff der Pfarrkirche 1540 bis 1552 vorgesetzt. Aus diesen Baumaßnahmen erklärt sich die ungewöhnliche Symmetrie der heutigen Doppelkirche. Bis zur Aufhebung des Stifts in der Französischen Revolution wurden keine baulichen Änderungen mehr an dem Gotteshaus vorgenommen.